# Europese kampioenschappen bowling 1938
De Europese kampioenschappen bowling 1938 waren de eerste editie van de Europese kampioenschappen en vonden plaats in het Duitse Stuttgart van 14 tot en met 15 mei 1938.

## Resultaten
|                | Goud                                                         | Zilver | Brons                                                                       |
| -------------- | ------------------------------------------------------------ | --- | --------------------------------------------------------------------------- |
| Singles        | Otto Kurzenberger                                            | Willy Frank | Gero Peltonen                                                               |
| Teams of eight | Endlund Ehn Ekström Enbom Göthberg Klingberg Lindquist Olsen | Otto Kurzenberger Willy Frank Karl Hartmann Eugen Maier Marcell Marte Friedrich Schmauder Walter Trauschke Peter Winkler | Gero Peltonen Backman Jurmo Kristoffersen Nordling Perko Sakivaara Luukonen |